# Henning Schimke
Henning Schimke (* 4. August 1958 in Göttingen) ist ein deutscher Schauspieler und Hörspielsprecher.

## Leben
Nach dem Abitur, das er 1978 am Theodor-Heuss-Gymnasium in seiner Geburtsstadt ablegte, wurde Henning Schimke von 1980 bis 1984 an der Hochschule für Musik, Theater und Medien Hannover zum Schauspieler ausgebildet. Sein Bühnendebüt gab er in der Spielzeit 1984/85 am Staatstheater Mainz, von 1986 bis 1989 hatte Schimke ein Engagement am Nationaltheater Mannheim, 1989 und 1990 spielte er an den Staatstheatern in Kassel und Stuttgart. Von 1992 bis 1995 war Schimke am Theater Dortmund verpflichtet, zwischen 2005 und 2007 stand er auf der Bühne des Ernst-Deutsch-Theaters in Hamburg. 2007 gastierte er in dem Stück Feelgood des britischen Autors Alistair Beaton am Theater am Kurfürstendamm, 2010 verkörperte er in einer Inszenierung des Theaters im Rathaus in Essen den 60-jährigen Helmut Rahn in Dirk Schröters Stück Das Fußballwunder von Bern.
Seit Mitte der 1980er Jahre arbeitet Henning Schimke auch vor der Kamera und war seit 1984 in verschiedenen Folgen der Krimiserie Ein Fall für zwei zu sehen, ebenso in anderen bekannten Serien, unter anderem Der kleine Mönch, Die Camper oder Der Landarzt. In der Reihe Der Ermittler verkörperte Schimke in 16 Folgen die Figur des Benno Eickelkamp. Darüber hinaus wirkte er über viele Jahre hinweg in zahlreichen Hörspielproduktionen mit.
Henning Schimke hat bei der Bundeswehr eine Pionier- und Sprengstoffausbildung absolviert, ist im Besitz eines Taxischeins und eines Führerscheins für LKW bis 12 t. Er lebt in Berlin.

## Filmografie (Auswahl)
- 1984: Ein Fall für zwei – Die verlorene Nacht
- 1985: Ein Fall für zwei – Sechs Richtige
- 1988: Dortmunder Roulette
- 1990: Ein Fall für zwei – Blutige Rosen
- 1992: Ein Fall für zwei – Schweigen ist Geld
- 1993: Ein Fall für zwei – Gelegenheit macht Mörder
- 1999: Schwarz greift ein – Der Scheinheilige
- 1999: Stadtklinik – Der Vagabund
- 2001: Ritas Welt – Das Kurvenwunder
- 2002–2005: Der Ermittler (16 Folgen als Benno Eickelkamp)
- 2002: Der kleine Mönch – Ein Mann wird gesucht
- 2002: Die Camper – Der Schützenkönig
- 2003: Für immer dich
- 2003: Alarm für Cobra 11 – Die Autobahnpolizei – Der Aufprall
- 2003: Mein Leben & Ich – Glückskekse
- 2004: Der Landarzt – Eingriff mit Folgen
- 2004: Die Kommissarin – Das traurige Lied
- 2005: Der Landarzt – Lust und Leid
- 2006: Der Mungo (Kurzfilm)
- 2006: Ein Fall für zwei – Perfekter Irrtum
- 2006: SOKO Köln – Bei Gutachten Mord
- 2007: Alles Atze – Die Währungsreform
- 2007: Notruf Hafenkante – Das kalte Herz
- 2007: Underdogs
- 2007: Deadline – Jede Sekunde zählt – Schlaflos
- 2008: 112 – Sie retten dein Leben (Ep. #1.63)
- 2009: SOKO Wismar – Flaschenpost
- 2010: Mord mit Aussicht – Blutende Herzen
- 2012: Europas letzter Sommer
- 2017: Die Spezialisten - Im Namen der Opfer – Große weite Welt

## Hörspiele (Auswahl)
- 1986: Die Letzten von Glumdalclitsch – Autor: Hermann Ebeling – Regie: Andreas Weber-Schäfer
- 1988: Offenbarungen – Autor: Paul Thain – Regie: Andreas Weber-Schäfer
- 1988: Totaler Durchblick – Autorin: Marion Mosell – Regie: Sigurd König
- 1989: Drei Sonntage in einer Woche – Autor: Edgar Allan Poe – Regie: Sigurd König
- 1991: Das Erbe von MacKendrick Castle – Autor: Hanns-Peter Karr – Regie: Sigurd König
- 1992: Die Beichte – Autorin: Marion Mosell – Regie: Sigurd König
- 1992: Rottmanns Bluff – Autor: Ekkes Frank – Regie: Sigurd König
- 1995: Die Engelmacher – Autorin: Ursula Maria Wartmann – Regie: Angeli Backhausen
- 1995: Fuchsjagd – Autor: Gerhard Herm – Regie: Angeli Backhausen
- 1997: Bauern, Bonzen und Bomben – Autor: Hans Fallada – Regie: Jürgen Dluzniewski
- 1997: Des Mauren letzter Seufzer – Autor: Salman Rushdie – Regie: Norbert Schaeffer
- 1998: Der Stein – Autor: Christian Gailus – Regie: Norbert Schaeffer
- 1998: Waachküche – Autor: Nikolai von Michalewsky – Regie: Thomas Leutzbach
- 1999: Das Testament des Dr. Mabuse – Autor: Norbert Jacques – Regie: Thomas Werner
- 2000: Das Wasser in Capri – Autor: Martin Mosebach – Regie: Norbert Schaeffer
- 2001: Die uns beleidigt haben – Autorin: Sophie Chérer – Regie: Norbert Schaeffer
- 2001: Die Benders aus dem Zoo – Autoren: Nicole Vergin und Peter Schwarz – Regie: Susanne Krings
- 2002: Klick – Autor: Sergej Bolmat – Regie: Thomas Wolfertz
- 2002: Brennender Zaster – Autor: Ricardo Piglia – Regie: Walter Adler